# 痙攣
痙攣（けいれん、convulsion）とは、不随意に筋肉が激しく収縮することによって起こる発作。痙攣のパターンは多種多様であるが、大きく全身性の場合と体の一部分である場合とに分けることができる。
痙攣を新規に発症した場合には、医療機関を受診することが重要である。

## 疫学
小児の痙攣は、熱性痙攣が最多である。特に乳幼児では、発熱に引き続く熱性痙攣がしばしば見られる。熱性痙攣は6か月 - 5歳頃に多く、短時間の発作である場合がほとんどである。
成人では60歳ごろまでは、特発性てんかんが最多。それ以降は脳血管障害による痙攣が多く、脳腫瘍の頻度も増える。

## 痙攣の概念
痙攣 (convulsion) とは、全身または一部の筋肉の不随意かつ発作的収縮を示す症候名である。てんかん (epilepsy) とは病名であり、別物である。てんかんの本体は脳波の異常であり、必ずしも痙攣を伴わない。事実欠神発作は非痙攣性であるが脳波異常がありてんかんの一種である。また脳腫瘍はてんかんではないが痙攣をおこす。また紛らわしいことに痙攣発作 (seizure) という言葉もある。これも症候名であり、てんかんや精神疾患の臨床症状で、てんかんを思わせる一回の痙攣発作という意味である。
症候的に鑑別が必要な要素は失神や意識障害で、特に失神との区別が大切である。筋肉の収縮があるのか（失神の主体は筋脱力である）、代謝性アシドーシス（筋肉の収縮が激しく嫌気性呼吸がおこり代謝性アシドーシスが生じる）が存在するのか、失禁や失便があるのか、回復後に意識障害があるのか、舌を噛んでいたりしないのか、これらは失神よりも痙攣を強く疑うべき状況である。こういった状況を聴取するために本人や目撃者の話をしっかりきくことが重要である。これらの区別を行う意義としては、原因疾患が大きく異なる点にある。失神は循環器疾患が多いのに対して、痙攣は中枢神経に病変が考えられることが多い。失神か痙攣か区別できない場合は意識消失発作とし、失神と痙攣の両方の原因検索を行う。また外傷の検索も失神の場合と同じように行うことを忘れてはいけない。大抵は意識消失を伴う痙攣であり、失神同様倒れるからである。
痙攣直前の前駆症状の有無（悪心や感覚の異常）、発作後のどの時点で意識が戻ったのか（救急車の中か、道路で倒れていたか）、てんかん発作の誘発因子（飲酒、疲労、睡眠不足、女性の場合は月経との関連）は本人から聴取できる。発作の四肢の動きの左右差、眼瞼、眼球の状態、バイタルサインの推移などは入院中の発作でなければわからないことも多い。

## 原因
痙攣の原因検索において最も重要なのがてんかんによるものか、その他全身性疾患によるものかの区別である。病歴にてんかんがない痙攣初発の患者の場合はまずは症候性のものを否定するような診断プランを立てる。鉄則としてはまずは低血糖を否定することである。というのも血糖の検査は最初に行わないと忘れてしまう上、ほかの検査で低血糖を示唆する所見というのはほとんどないからである。
頭部
- 特発性てんかん
- 脳血管障害
- 脳炎、髄膜炎
- 脳腫瘍
- 頭部外傷（外傷後2年を過ぎれば、痙攣の起こる可能性は低くなる）

代謝・内分泌系
カリウム代謝の異常や高カルシウム血症では痙攣は起こらない。
- 糖代謝の異常 - 低血糖、糖尿病性ケトアシドーシス、非ケトン性高浸透圧性糖尿病昏睡
- 電解質代謝の異常 - 低ナトリウム血症、高ナトリウム血症、低カルシウム血症
- 副甲状腺機能低下症
- アジソン病
- 急性間欠性ポルフィリン症

血液・免疫系
- 全身性エリテマトーデス
- 血栓性血小板減少性紫斑病

消化器系
- 肝性脳症
- 尿毒症性脳症

呼吸器系
- 低酸素脳症

神経皮膚疾患（母斑症）
- 結節性硬化症
- 神経線維腫症1型
- Sturge-Weber症候群

足（脹脛(ふくらはぎ)）
バレーボール、マラソン、サイクリング、テニスなどのスポーツ中に起きることがある。筋肉の疲労や体内の水分不足や体の冷えによる血管の縮小が原因である。スポーツ中以外でも、普通に歩いている時や足を伸ばした時にも起こる。現代医学では予防法や詳しい原因は解明されていないが、ストレッチや柔軟運動、水分摂取、血流の改善などが有効な方法と思われる。「腓(こむら)返り」は腓腹（ひふく）筋の異常な緊張による痙攣で起こる。
その他
- 薬物（中毒、急な中止）
- 妊娠性高血圧症（妊娠中毒症）における子癇
- 解離性障害
- オーガズム
- しゃっくり

## 痙攣（convulsion）の分類
痙攣（convulsion）は大脳ニューロンの過剰放電に由来する急激かつ不随意性の筋収縮であり以下の3つが知られる。

### 単純部分発作における痙攣
部分発作では大脳ニューロンの過剰放電が起こる部位（発作焦点）に応じて大脳皮質機能局在に基づいた症状がおこる。運動発作、感覚発作、自律神経発作や精神発作が知られている。意識障害を伴わない部分発作を単純部分発作、側頭葉などに発作焦点をもち意識障害を伴う複雑部分発作という。発作焦点が前頭葉皮質の運動領野にあると部分発作として痙攣が生じうる。
一次運動野（中心前回）に発作焦点がある場合は対応する片側顔面、上肢、下肢に痙攣が生じる。間代性痙攣は、筋の過剰な収縮と弛緩をある程度規則的に反復するガクガクとした痙攣である。過剰筋収縮が持続し、肢を伸展、すなわち突っ張るような、あるいは屈曲位を持続するのが強直性痙攣である。強直性痙攣から間代性痙攣に移行するのが強直間代性痙攣である。発作焦点から始まった局所的な大脳ニューロンの過剰放電が一次運動野にそって波及すると、例えば顔の片側に始まった痙攣が同側の手指から前腕、上腕と波及していくことがあるジャクソンマーチという。痙攣した後に痙攣した肢が一過性に麻痺することがあり、この状態をトッドの麻痺という。前頭葉眼球運動野に発作焦点がある場合は眼球、頭部が病巣の対側に回旋するような向回発作が生じる。また補足運動野に発作焦点があると、焦点と対側の上枝を伸展挙上しこれを見上げるように眼球と頭部をむける姿勢発作が起こることがある。
| 運動発作名     | 発作焦点                 |
| -------------- | ------------------------ |
| 焦点性運動発作 | 一次運動野               |
| Jackson型発作  | 一次運動野               |
| 向回発作       | 前頭葉（側頭葉、頭頂葉） |
| 姿勢発作       | 補足運動野               |
| 音声発作       | 補足運動野               |

| 感覚発作名       | 発作焦点           |
| ---------------- | ------------------ |
| 体性感覚発作     | 一次体性感覚野     |
| 視覚発作         | 後頭葉             |
| 聴覚発作         | 側頭葉聴覚野       |
| 嗅覚発作         | 側頭葉内側         |
| 味覚発作         | 側頭葉内側         |
| 回転性めまい発作 | 頭頂・側頭葉移行部 |

そのほか、側頭葉内側を発作焦点とする自律神経発作、側頭葉を焦点とする精神発作が知られる。

### 複雑部分発作に伴う運動症状
多少なりともまとまっているものの、適切な目的性を欠く一連の動作、表情、行動などが不随意的、無意識に生じることがあり自動症とよばれる。代表的なものは、舌なめずりや舌打ち、もぐもぐと口を動かす、ごくんと飲み込むなど口部自動症である。そのほか、顔や身体をなでたり、こすったり、衣服をまさぐったり、手をもんだりなどの身ぶり自動症もある。自動症は複雑部分発作中あるいは発作後もうろう状態に認められ、患者本人はその記憶がないか、あっても断片的、部分的である。

### 全般発作における痙攣
全般発作における大脳ニューロン過剰放電は、局所性ではなく両側性、広範におこる。てんかん発作が局所性に部分発作ではじまり、異常放電が両側性、びまん性に波及した結果、全般発作が生じることがある。これを二次性全般化という。全般発作は広範な脳障害のため意識障害を伴い、両側性の強直間代性痙攣を生じることが多い。強直間代性痙攣の経過を示す。ますは意識消失に伴う突然の痙攣がおこる。これは開口、開眼と眼球上転、上枝は外転挙上し肘は屈曲位で前腕は回内する。次に強直相であり、通常持続は10～20秒ほどである。四肢は伸展し、呼吸筋の強直により、肺からの空気が閉鎖した声帯を通って強く呼出される際に叫び声をあげることがある。呼吸停止とチアノーゼが認められることがある。間代相の持続は30秒前後が多い。間代性痙攣の感覚は次第に長くなり終焉する。咬舌はこの時期におこる。自律神経症状として頻脈、血圧上昇、瞳孔散大、流涎、発汗過多がみられる。深い吸気をもって間代相は終わる。間代相がおわると回復期になる。このとき呼吸は再開し、対光反射も回復する。痙攣後の意識障害が持続する。

## 痙攣患者のマネジメント
まず、患者の前に来た時、痙攣が持続しているのかしていないのかを確認する。痙攣発作は大抵は数分で消失するが、なかには数十分続く痙攣重積というものもある。痙攣中は呼吸が満足にできないので、持続すると低酸素脳症を起こす恐れがある。30分以内に停止できなかった場合は脳に不可逆的な変化が起こる場合がある。そのため痙攣を止める必要がある。痙攣発作中の患者にはまずBLS、ACLSのアルゴリズムに従い救命を行う。低血糖、心室細動の診断もこの時に行う。低血糖ならば50%ブドウ糖20mlを2A (40ml) を静注し、心室細動ならば電気的除細動を行う。次に考えるのはヒステリーによるもの（偽痙攣という）であるかだが、これは経験的に診断することが多い、疑わしければアームドロップテストなどを行うこともある。偽痙攣が否定されれば真性痙攣の治療となる。
- 酸素投与、あるいはバックバルブ換気を行う。
- ホリゾン（10mg/2ml/A、ジアゼパム）を1A筋注あるいは0.5A静注する。とまらなければ、3 - 5分ごとに5mgずつ、最大20mg (2A) まで投与する。
- 痙攣が止まったら痙攣再発予防のためアレビアチン (250mg)（抗痙攣薬フェニトイン）を2A (500mg) 、生理食塩水100mlに溶解し点滴する。

ごくまれに、ホリゾンを20mg投与しても痙攣が治まらない場合がある。この場合はアレビアチンの点滴を開始する。これでも止まらなければチオペンタール（ラボナール）を50 - 100mg（1Aに500mg含まれているので注意）静注したり、フェノバール (100mg/A) を1A筋注したりすることもある。これでもダメなら、気管挿管し、低酸素を防ぎ専門医に相談するべきである。アレビアチン（フェニトイン）は2A以上でないと効果がないと言われている。この薬はナトリウムチャネルが不活化状態から回復させる頻度を減らす作用がある。よく用いられる抗てんかん薬であるデパケン（バルプロ酸）もこの作用を有しているがこちらはカルシウムチャネルにも作用する。
発作が止まったら原因検索と外傷検索を行う。採血を行い血算、生化学、アルコール濃度、抗てんかん薬血中濃度を測り、動脈血液ガスにて代謝性アシドーシスを確認する。頭部CTや尿中薬物検査も行う。これらの検査で異常があれば症候性てんかんと診断され、異常がなければ真性てんかんである。
診断ができればそれに基づいて治療を行うことができる。原則として初発の痙攣では入院による精査が望ましい。しかし患者の希望によっては後日脳波検査となる。てんかんは発作型によって治療薬が異なるのだが、この場合は抗てんかん薬の予防投与となる。それ以外の真性てんかんで受診となるケースとしてはコントロール不良の場合がある、これは非常に危険なので入院精査が必要である。怠薬の場合はアレビアチン投与後服薬を再開する。今までコントロール良好であったのに痙攣した場合は抗てんかん薬の増量を行い、かかりつけ医に受診させるという方法もある。症候性てんかんの場合は原因疾患を治療すれば完治できる可能性がある。可能ならば原疾患を治療し、抗てんかん薬の投与そして診断に合わせて後日専門医を受診させればよい。てんかんで最も怖いのは痙攣後外傷である。危険を感じたらためらわず入院させる。
不思議なことにてんかんはある一定の時期を過ぎると痙攣しなくなることがある、すなわち退薬可能となる。こういった判断を仰ぐために専門医の受診はかかせない。

## 痙攣発作の血清マーカー
痙攣発作の血清マーカーとしてはCKの他に乳酸やプロラクチンが知られている。強直間代発作の場合、CK上昇の感度86％、特異度75％であり、プロラクチン上昇の感度47～76％、特異度85～100％と報告されている。プロラクチンは痙攣後15分から60分ほどで上昇が認められ基準値の2倍以上で異常と考えられている。

## 心因性発作
偽痙攣（pseudoseizure）、心因性発作はてんかん患者の5 - 35%も認められるとされている。薬剤無効の発作の35%程度が心因性発作ともいわれている。痙攣と心因性発作の鑑別点を以下にまとめる。ある発作が心因性と診断できたとしても同一個人のすべての発作が心因性と診断することはできないため注意が必要である。首の規則的な反復的な左右への横ふり、発作の最中に閉眼している場合、発作中に泣き出す場合、発作出現に先行して1分以上の閉眼や動作停止を伴う擬似睡眠状態が出現する場合は心因性発作の可能性が高い。また発作後血中のプロラクチン濃度が上昇している場合は痙攣であった可能性がある。
|                      | 痙攣                                 | 心因性発作                                   |
| -------------------- | ------------------------------------ | -------------------------------------------- |
| 頭部の動き           | しばしば肩峰に引っ張られるように動く | しばしば左右にふる（中央を超えて左右にふる） |
| 四肢の動き           | 通常は同調率で動く                   | しばしばバラバラに動く                       |
| 骨盤の動き           | 通常ない                             | しばしば前後に動く                           |
| 瞳孔                 | 散大、対光反射消失                   | 正常                                         |
| 開眼操作に対して     | 通常抵抗なし                         | しばしば抵抗する                             |
| 頭位変換眼球逃避     | なし                                 | あり                                         |
| アームドロップテスト | 通常回避なし                         | 通常回避                                     |
| 腹筋の緊張           | あり                                 | なし                                         |
| 口                   | 開口していることが多い               | ぎゅっと閉じている                           |
| 発作中に話す         | 絶対にない                           | しばしばある                                 |
| 痙攣後もうろう状態   | あり                                 | しばしばなし                                 |
| 痙攣時の記憶         | なし                                 | しばしばあり                                 |
| 舌咬傷               | 舌縁でみられることが多い             | 舌先で多い                                   |
| 尿失禁               | ありえる                             | ありえる                                     |
| 便失禁               | ありえる                             | 通常なし                                     |

## 小児科領域の痙攣
特に重要な小児科学の分野の疾患としては熱性痙攣と髄膜炎があげられる。

### 熱性痙攣
熱性痙攣は発熱に伴っておこる痙攣である。中枢神経感染症や電解質、血糖異常などが否定された機会痙攣のひとつである。男児に好発し、小児痙攣の50%が本症である。6か月から6歳の初発が多く、通常は7歳以降自然消失する単純型である。7歳までの発症率は日本で7 - 10%であり米国で2 - 5%とされている。単純型熱性痙攣は15分未満（多くは5分以内）の短時間発作であり、全般性発作、典型的には大発作（強直間代発作）を示し、左右対称であり、巣症状を伴わない。24時間以内に1回の痙攣であり頻発せず、意識障害も短い。複合型熱性痙攣は15分以上の長時間発作であり、局所性の神経学的症候を伴う。24時間以内に2回以上の再発性痙攣であり、てんかんの家族歴を持つことが多い。再発因子としては、初発1歳未満、一親等の熱性痙攣、非定型熱性痙攣、神経学的異常、一親等の無熱性発作の既往などがあげられる。典型的には3分ほどで覚醒するので病院を受診した時点では覚醒している。発熱を伴っている場合は自律神経の作用による振戦をしばしば不慣れな親は痙攣と間違える。振戦は寒冷時の四肢のふるえと基本的には同じであり持続的で病的な印象が乏しい。
熱性痙攣の再発因子として、
- A) 初回発作が12か月未満の場合は再発率50%（初回発作が12か月以降の場合は再発率30% つまり初回発作のみの児が7割）
- B) 2回目の発作があれば3回目以上の発作がある確率は50%

が挙げられる。その他の再発率に関連するリスクとしては
- A) 両親か片親の既往（再発率50%）
- B) 発熱から痙攣までの時間が短い
- C) 38℃前後の比較的軽度の発熱で痙攣する。

この3つ全てが当て嵌まれば再発率は80%である。
てんかんの発症に統計的に関与しているのは、
- A) 12か月未満に初回発作
- B) 複数回の発作の既往
- C) てんかんの家族歴がある。

このいずれかを満たすと、てんかんの発症率はやや高い(2.4%)。その他に、
- A) 神経学的異常もしくは発達遅滞
- B) 複雑型熱性発作
- C) てんかんの家族歴

の3つの因子のうち2つ以上があると10%程度まで上昇する。
熱性痙攣自体は高頻度の良性疾患であるが、その他の疾患との鑑別が非常に重要となる。注意が必要な痙攣発作は5分 - 10分以上継続する時間の長い痙攣（保護者は長く感じるので注意が必要）、1回の発熱で二回以上痙攣を起こす場合、無熱性の痙攣、意識がなかなか戻らない場合、生後初めての痙攣、片側性痙攣などがあげられる。痙攣自体の対処法としてはポジショニングである。発作が続いている場合は胸元を開けて楽な姿勢とし、肩枕をする。この目的は気道確保を行い、誤嚥、誤飲を防止することである。痙攣で舌を噛むことはほとんどなく、箸、タオル、スプーンといったものを噛ませることに意義はない。むしろ、舌や歯を傷つけ、タオルに関しては呼吸困難を起こし、嘔吐時に窒息の原因となる可能性もある。急性期の治療としてはジアゼパム座薬（ダイアップ）挿入であり、これで数分で止まる。効果がないときはジアゼパムの注射液を0.3 - 0.5mg/kgを2 - 3分で静注する。
治療については15分以内におさまる熱性痙攣に対して医学的には予防も治療も必要はない。15分以上の長い痙攣を起こさないようにするのが治療のゴールである。頻回に熱性痙攣を起こしていたり、病院へのアクセスが困難例、親の不安が強い場合は抗てんかん薬による予防を行うことになる。その場合はジアゼパム座薬（ダイアップ）挿入の指導を行う。痙攣中以外は投与に意味はないが再発予防として一日2回まで（8時間以上の間隔をあけて）、発熱時も3回以上投与しないとして予防を行うこともあるが通常は屯服で十分である。予防としてよく行われる方法は37.5度以上の発熱でダイアップを挿入し、8時間後に38度以上の場合に2回目のダイアップを用いる。24時間経過したら3回目も使用可能だが通常は用いない。2年間予防を行い、5歳くらいで退薬を試みるのが通常である。解熱剤の座薬を併用する場合は、解熱剤を先に挿入するとダイアップの吸収が阻害されるため併用する場合はダイアップ使用後30分以上経過してから解熱剤を挿入する。
家庭にて治療をした場合も髄膜炎、脳炎の否定のために受診が望まれる。ダイアップを使用して熱性痙攣を予防したとしても、てんかんへの移行への防止効果はなく、解熱剤を早めに使ったとしても熱性痙攣の予防効果もない。
熱性痙攣で病院を受診する重要なことは髄膜炎、脳炎、代謝性疾患による痙攣を見逃さないためである。AAPガイドラインでは6か月以下の乳児の熱性痙攣の患者では血算、生化学検査が必要としている。熱性痙攣で髄膜炎を合併する確率は2～5%である。髄膜刺激症状は30%で認められない。AAPガイドラインでは12か月以下の乳児、初回で複合型熱性痙攣の場合、意識障害がある場合、熱性痙攣重積の場合は髄液検査を行うことを推奨している。
熱性痙攣と診断し帰宅させた後、そのまま児が入眠してしまい、意識障害と区別がつかないこともある。この場合、痙攣重積を疑うのならば覚醒させるのが基本である。全身性の痙攣があれば素人でも明らかにわかる。またてんかんでは運動症状がなく意識障害がおこるものもあり判断に悩むこともある。しかし、ある程度目安となる所見というものもある。それは、自律神経症状と局所的な痙攣の動きである。自律神経症状は脈拍と瞳孔で調べる。瞳孔が散大し、発熱だけでは説明できない頻脈が認められれば痙攣が持続している可能性が高くなる。時間経過を追うことも重要でありいったん縮瞳し、散瞳するようであれば自律神経が変動しており発作が起こっている可能性がある。局所的な瞬間的なぴくつきにも注意を払う。これは間代性痙攣の特徴である。眼球偏位は重要な徴候である。片側に偏位していたりまた上転している場合は発作が継続している可能性が高い。特に眼球偏位に伴って一部に力が入り不自然な肢位となって筋緊張が亢進している場合は痙攣発作である可能性が高い。こういった場合は抗痙攣薬や人工呼吸器を含めた全身管理を行い、髄膜炎、脳炎、出血といった原因精査を行う。

### 髄膜炎
髄膜炎は原因微生物によって細菌性髄膜炎、無菌性髄膜炎、結核性髄膜炎に分かれる。髄液所見によってこれらを鑑別するのが一般的である。細菌性髄膜炎は緊急に治療を行わなければ後遺症が残る小児救急疾患である。結核性髄膜炎も治療を行わないと後遺症が残るがこちらは進行が遅いという特徴がある。髄膜炎では嘔吐、腹痛を伴うことも非常に多い。項部硬直は非常に重要な所見であるが臥位が取りにくいことも多い。その場合は坐位で膝を立て（体育座り）で額を膝につけられるかで判定することもある。

### 細菌性髄膜炎
細菌性髄膜炎は起炎菌が年齢によって異なるのが特徴的である。
| 年齢                   | 起炎菌                                                                      | 治療薬                                                    |
| ---------------------- | --------------------------------------------------------------------------- | --------------------------------------------------------- |
| 3か月まで              | B群溶連菌、大腸菌、リステリア菌、ブドウ球菌、緑膿菌（グラム陰性桿菌が多い） | ABPC+GMor第三世代セフェム系（セフォタキシム系）           |
| 3か月以上6歳未満       | インフルエンザ桿菌、肺炎球菌                                                | ABPC+第三世代セフェム系（セフォタキシム系）               |
| 6歳以上から成人        | 肺炎球菌、髄膜炎菌、インフルエンザ桿菌                                      | ABPC+第三世代セフェム系（セフォタキシム系）               |
| 65歳以上               | 肺炎球菌、髄膜炎菌、リステリア菌                                            | ABPC+第三世代セフェム系（セフォタキシム系）               |
| 全身状態不良、免疫抑制 | 黄色ブドウ球菌、グラム陰性菌、リステリア菌                                  | MCIPC+第三世代セフェム系（セフォタキシム系）+アミノ配糖体 |

発熱、頭痛、嘔吐、意識障害、痙攣といった主訴で来院する場合が多い。機嫌が悪い、何となく元気がないといった非特異的な症状でも可能性はある。項部硬直、ケルニッヒ徴候といった髄膜刺激症状、SIADHを合併した場合は大泉門膨隆といった所見が認められることがある。発熱、痙攣は熱性痙攣との鑑別が重要となる。典型的な病歴としては発熱、振戦、嘔吐、頭痛、羞明などの症状が出現し、徐々に進行し意識障害や痙攣にいたるというものである。有熱性の痙攣で意識障害が遷延したり、乳児期早期の痙攣など、熱性痙攣の好発時期と異なる場合は細菌性髄膜炎も鑑別に入れるべきである。重症感染症で特に見逃してはならない疾患としては感染性心内膜炎（IE）と細菌性髄膜炎があげられる。特に新生児期では経過が急激であり半数近くが神経学的な後遺症を残し、約1割は死亡するため速やかな治療が求められる。髄液はBBBを超えなければ移行できないという薬物動態学的な事情があるため、高用量の抗菌薬の投与が必要である。細菌性髄膜炎の可能性が否定されるまでは髄膜炎の用量で投与するということはよくやる方法である。
細菌性髄膜炎が疑われた場合は原則としては抗菌薬投与前に腰椎穿刺を行う。一側あるいは両側瞳孔固定、散大、除脳硬直、除皮質硬直、チェーンストークス呼吸、固定した眼球偏位があり脳ヘルニアがあると疑われた場合、刺入部位の局所の感染がある場合、血液凝固異常がある場合などは一般的に髄液検査は禁忌となる。この場合は血液培養施行後、頭部CTにて脳ヘルニアの除外ができれば腰椎穿刺となる。血液培養陽性は重症感染症を評価するためである。またショックの症状が認められ全身状態の改善が急務の場合も考えられる。この場合は最低限の全身状態改善後に腰椎穿刺を行う。腰椎穿刺にて必要な検体の摂取ができれば速やかに治療にうつる。検査結果は治療反応性が典型ではない場合も想定し、適宜参照を行う。in vitroでは感受性のある抗菌薬を使用した場合、ほとんどのケースで開始後36時間で髄液は無菌化することが知られている。抗菌薬投与後、翌日も腰椎穿刺を行うと細胞数や蛋白量はむしろ増加していることがしばしば観察されるがこれは菌体破壊による炎症反応の亢進である場合もあり一概に髄膜炎の悪化とは考えられない。髄膜炎に限らず、重症感染症では発熱に加えて、意識障害、痙攣、循環、呼吸障害、電解質代謝異常や脱水、出血傾向などの問題を抱えていることが多い。一次治療では循環、呼吸状態をはじめとする全身状態の安定化、支持療法に向けられることが多く、抗菌薬以外に臨床症状が改善する因子がある。しかし一般的には抗菌薬がなければ支持療法のみでは臨床症状の改善は限定的である。小児髄膜炎における臨床症状の改善は熱もなく、痙攣もなく、意識があり、機嫌もよいといった状態である。2回目の腰椎穿刺の目的は抗菌薬による髄液の無菌化の確認であり、入院2日目であっても3日目であっても問題はない。明らかな改善が認められれば省略することも可能である。ただしこのような経過は比較的少ない。適切な治療を行っても死にいたることもあり、生存者の1/3程度に聴力障害や神経合併症といった後遺症を残している。そのため、少しでも回復が十分ではないと考えれば髄液検査を行うべきと考えられている。逆に臨床症状が悪化した場合は脳ヘルニアの発生も考慮して頭部CTを施行後に再度腰椎穿刺をする。
髄膜炎の治療は抗菌薬の投与が第一であるが、その他の補助療法として副腎ステロイド、浸透圧性利尿薬などがあげられる。予後改善効果が認められるのは副腎ステロイドのデキサメタゾンである。これは抗菌薬の投与による菌体破壊による炎症反応の亢進を阻害することで治療効果があると考えられている。インフルエンザ桿菌による小児細菌性髄膜炎、肺炎球菌による成人細菌性髄膜炎では予後改善効果が報告されているが肺炎球菌による小児細菌性髄膜炎には効果がないとされている。投与方法は静注で0.15mg/kg/回で6時間ごとで4日間までである。抗菌薬投与の20分前、遅くとも抗菌薬と同時投与とされている。治療効果から考えると3か月以上6歳未満の小児と成人の場合しか積極的な投与となるが、この時点で起炎菌まで予測できることはほとんどない。副作用はデキサメタゾン投与中止による再発熱や消化管出血である。また再発熱もそうだが、検査数値を変化させる治療のため、その後の経過観察が難しくなる。
そのほか、脳ヘルニア防止、脳圧改善目的として浸透圧性利尿薬（グリセオールやマンニトール）をはじめ各種治療法があるが、劇的な効果は期待できない。

### ウイルス性髄膜炎（無菌性髄膜炎）
幼児期から学童期に多く、ムンプスウイルス、コクサッキーウイルス、ポリオ、インフルエンザウイルス、ヘルペスウイルスによるものがある。髄液検査によって細菌性髄膜炎と区別されるが比較的軽症な場合が多い。ヘルペスウイルスによる場合は抗ウイルス薬が存在するがそれ以外に関しては髄液移行性がある抗ウイルス薬が存在せず、対症療法を行う。

### 結核性髄膜炎
2歳以下の乳幼児に発生しやすい。肺結核に合併することが多い。進行は遅いが脳神経症状が認められたりし、治療を行わないと死にいたることもある。